# Limenitis diluta
Limenitis diluta är en fjärilsart som beskrevs av Arnold Spuler. Limenitis diluta ingår i släktet Limenitis och familjen praktfjärilar. Inga underarter finns listade i Catalogue of Life.